# يوردنيس أوغاس
يوردنيس أوغاس (مواليد 14 يوليو 1986) هو ملاكم كوبي، مثّل بلاده في الألعاب الأولمبية الصيفية 2008.

## روابط خارجية
يوردنيس أوغاس على موقع بوكس ريك (الإنجليزية) (registration required)
- يوردنيس أوغاس على موقع اللجنة الأولمبية الدولية (الإنجليزية)
- يوردنيس أوغاس على موقع أوليمبيديا (الإنجليزية)